# Guillaume I de Boulogne
Guillaume I de Blois  (n. cca. 1137 – d. 11 octombrie 1159) a fost conte de Boulogne de la 1153 la 1159 și earl de Surrey jure uxoris.
Guillaume a fost cel de al treilea fiu al regelui Ștefan al Angliei cu Matilda de Boulogne.
Atunci când fratele său mai mare, Eustațiu al IV-lea de Boulogne, a murit în 1153, Guillaume a devenit următorul candidat la succesiunea din Regatul Angliei. În schimb, tatăl său a conferit tronul tânărului Henric din dinastia Plantagenet. Noul rege Henric a fost destul de generos în modul în care l-a tratat pe Guillaume de Blois, confirmând acestuia posesiunea asupra comitatului de Surrey jure uxoris (prin dreptul soției sale).
Cu toate acestea, Gervasiu de Canterbury afirmă că un complot împotriva vieții lui Henric a fost descoperit în 1154 în rândul mercenarilor flamanzi. Planul era acela de a-l asasina pe rege în Canterbury și se presupunea că Guillaume de Blois ar fi avut cunoștință de acest complot sau chiar că era în înțelegere cu mercenarii. Indiferent care ar fi fost adevărul, Henric a părăsit Canterbury și s-a înapoiat în Normandia.
Guillaume a fost căsătorit cu Isabela de Warenne în 1148. Cei doi nu au avut copii până la moartea lui din 1159. El a murit în fața porților Toulouseului și a fost înmormântat la abația de Montmorel din Poitou. Guillaume a fost succedat în poziția de conte de Boulogne de către sora sa, Maria I. Văduva sa s-a recăsătorit cu Hamelin Plantagenet.